# 凡勃伦 (南达科他州)
凡勃伦（英語：Veblen），是美国南达科他州下属的一座城市。根据2010年美国人口普查，该市有人口522人。论人口在本州排行第114。